# Tetragnatha maxillosa
Tetragnatha maxillosa este o specie de păianjeni din genul Tetragnatha, familia Tetragnathidae, descrisă de Thorell, 1895. Conform Catalogue of Life specia Tetragnatha maxillosa nu are subspecii cunoscute.

## Galerie

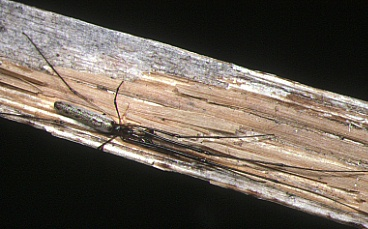
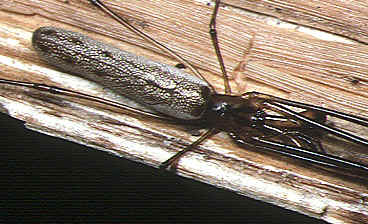
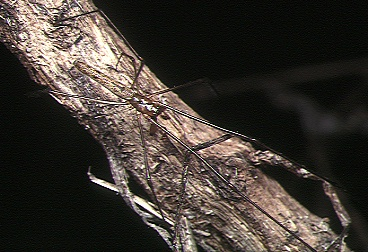
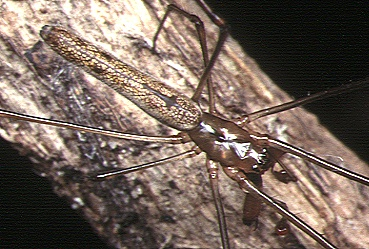